# Дониган, Дэн
Дэниел Джозеф Дониган (англ. Daniel Joseph Donegan; род. 1 августа 1968, Ок-Лон, Иллинойс, США) — американский музыкант, гитарист рок-группы Disturbed. Дэн Дониган начал играть на гитаре в подростковом возрасте и в конечном счёте сформировал группу под названием Vandal. Недавно, Дониган был включён в число гитаристов, «Chop Shop’s» list of «Top 100 Most Complete Guitar Players of All Time» под номером 76.

## Биография и личная жизнь
Дониган работал со своим отцом на стройке. Он был обязан подстригать свои волосы, но вместо этого решил носить парик, чтобы одурачить отца и сохранить свои длинные волосы. В конечном счете его отец позволил ему носить длинные волосы. В течение первых лет он играл в группе Vandal. После этого Дониган, Майк Венгрен, Стив Кмак и Эрих Авальт основали группу Brawl. После первой демозаписи Авальт ушёл из группы и остальные участники группы подали объявление в газету о поиске нового вокалиста им ответил Дэвид Дрейман и дал новое название группе - "Disturbed". Согласно DVD группы под названием M.O.L. у Донигана есть жена Николь, дочь по имени Майя и сын по имени Джастин.

## Оборудование
В начале карьеры с Disturbed Дэн играл на гитарах Gibson Les Paul Standards и Gibson SG. Затем, он переключился на гитары Paul Reed Smith модели Смита, Модель Tremonti и PRS Singlecut. В 2005 году Washburn создали Дэну его собственную модель гитары, получившую имя «Maya» в честь его дочери. Дониган использует струны GHS.
Дониган также использует примочку «The Weapon», созданную DigiTech по его спецификации. Педаль модулирует семь тонов гитары Донигана из песен Disturbed, таких как «Mistress» и «Stupify». Педаль включает несколько вариантов дисторшн, реверберацию, autowah, устройство изменения высоты тона, эффект фэйзер (можно услышать во вступлении «Voices») и симуляция ситара. «The Weapon» использовалась в третьем альбоме Disturbed, Ten Thousand Fists, для петель барабана, так же как в четвёртом студийном альбоме Disturbed, Indestructible. Он также использует DigiTech Whammy Pedal и был замечен в использовании Metal Master, педаль дисторшн от DigiTech. Согласно интервью в 2000, Дониган также использует BOSS PH-2 Super Phaser, Dunlop Crybaby Wah, и педаль Ernie Ball Volume. Он также использует BBE Sonic Maximizer.

## Fight Or Flight
Fight Or Flight - новая группа Дэна и барабанщика Майка Венгрена, которую они основали вместе с вокалистом Evans Blue Дэном Чандлером, Шоном Коркораном на басу и Джереми Джейсоном на ритм-гитаре. Дебютный альбом Fight Or Flight под названием "A Life By Design?" в первую неделю после релиза был продан в количестве 4200 копий с Штатах, и в хит-параде альбомов Billboard попал на 87 место. В отличие от него, дебютный альбом Disturbed "The Sickness" был продан в количестве 35000 копий и добрался до 11 места.
Дэн начал писать песни в прошлом году и обратился к Чандлеру с предложением о возможном сотрудничестве. Они двое начали посылать друг другу музыку по электронной почте и собираться вместе всякий раз, когда Чандлер был в Чикаго, где живёт Дониган, пока у них не набралось достаточного количества материала, чтобы записать полный альбом.
Дониган сказал о музыке Fight Or Flight следующее: "В ней больше хард-рока, чем чего-либо еще. У неё есть острые моменты, но больше всего мелодий. У нас также был шанс поэкспериментировать. На альбоме вы найдете акустические гитары и даже некоторую электронику".

## Гитары
- Schecter Ultra Dan Donegan signature model
- Schecter Solo-6 2010 limited edition (в альбоме Asylum)
- Washburn Maya DD81 signature model (в альбоме Indestructible)
- Washburn Maya signature model (в альбоме Ten Thousand Fists)
- PRS Singlecut (в альбоме Believe)
- PRS Mark Tremonti (в альбоме Believe)
- Gibson Les Paul Standards (в альбоме The Sickness)
- Gibson SG (в альбоме The Sickness)
- Ibanez Iceman (использовал до времен Disturbed)

## Дискография

### Vandal
- Better Days

### Brawl
- 1994: Demo Tape

### Disturbed
- Demo (1998)
- The Sickness (2000)
- Believe (2002)
- Ten Thousand Fists (2005)
- Indestructible (2008)
- Asylum (2010)
- The Lost Children (2011)
- Immortalized (2015)
- Live at Red Rocks (2016)
- "Evolution" (2018)
- "Divisive" (2022)

### Fight Or Flight
- A Life By Design? (2013)

## Премии и номинации
| Год  | Премия                          | Номинация       | Результат |
| ---- | ------------------------------- | --------------- | --------- |
| 2008 | Metal Hammer Golden Gods Awards | Лучший шреддер  | Номинация |
| 2011 | Revolver Golden Gods Awards     | Лучший гитарист | Номинация |
| 2015 | Loudwire Music Awards           | Лучший гитарист | Номинация |